# Phyllostachys
Phyllostacys és un gènere de bambús de la família de les poàcies i de la subfamília de les bambusòidies. N'hi ha, aproximadament, 75 espècies i 200 varietats. El rizoma és de tipus monopoidal, són els bambús que més s'estenen. Es caracteritzen per tenir, només, dues branques en cada entrenús i entrenusos molt distanciats. Es troben a tots els continents; a Europa aconsegueixen alçades de més de 20 metres, solen resistir el fred fins a -22 °C i són molt apreciats per la seva fusta. El gènere va ser descrit per Sieb. i Zucc. i publicat a Abhandlungen der Mathematisch-Physikalischen Classe der Königlich Bayerischen Akademie der Wissenschaften 3(3): 745, pl. 5, f. 3. 1843. L'espècie tipus és: Phyllostachys bambusoides.

## Citologia
El nombre cromosòmic bàsic és x = 12, amb nombres cromosòmics somàtics de 2n = 24 (rares vegades), o 48, o 72. Hi ha espècies diploides i poliploides. Els cromosomes són relativament petits.

## Etimologia
Phyllostachys: nom genèric que deriva del grec antic i significa ‘a la punta de les fulles’, referint-se a les inflorescències.

## Taxonomia
- Phyllostachys acuta
- Phyllostachys angusta
- Phyllostachys arcana
- Phyllostachys arcana "Luteosulcata"
- Phyllostachys assanica, sinònim del Phyllostachys manii
- Phyllostachys atrovaginata
- Phyllostachys aurea o Bambú groc
- Phyllostachys aurea "Flavescens inversa"
- Phyllostachys aurea "Holocrysa"
- Phyllostachys aurea "Koi"
- Phyllostachys aureosulcata
- Phyllostachys aureosulcata var. Spectabilis
- Phyllostachys bambusoides
- Phyllostachys bambusoides "Castillonis"
- Phyllostachys bambusoides "Castillonis inversa"
- Phyllostachys bambusoides "Holocrysa"
- Phyllostachys bambusoides "Subvariegata"
- Phyllostachys bambusoides "Tankate"
- Phyllostachys bawa, sinònim del Phyllostachys manii
- Phyllostachys bissetii
- Phyllostachys congesta
- Phyllostachys decora, sinònim del Phyllostachys manii
- Phyllostachys dulcis
- Phyllostachys edulis o Moso bambú
- Phyllostachys elegans
- Phyllostachys flexuosa
- Phyllostachys glauca
- Phyllostachys heteroclada, sinònim del Phyllostachys manii
- Phyllostachys humilis
- Phyllostachys iridescens
- Phyllostachys lithophila
- Phyllostachys makinoi
- Phyllostachys manii
- Phyllostachys meyeri
- Phyllostachys nidularia
- Phyllostachys nigra o Bambú negre
- Phyllostachts nigra "Boriana"
- Phyllostachys nigra "Henonis"
- Phyllostachys nuda
- Phyllostachys platyglossa
- Phyllostachys praecox
- Phyllostachys praecox "Viridisulcata"
- Phyllostachys propinqua
- Phyllostachys pubescens o Moso bambú
- Phyllostachys pubescens "Bicolor"
- Phyllostachys pubescens "Heterocycla"
- Phyllostachys purpurata
- Phyllostachys robustiramea
- Phyllostachys rubromarginata
- Phyllostachys stimulosa
- Phyllostachys violascens
- Phyllostachys viridiglaucescens
- Phyllostachys viridis
- Phyllostachys viridis "sulfurea"
- Phyllostachys vivax